# Fanshawe
Fanshawe is een plaats (town) in de Amerikaanse staat Oklahoma, en valt bestuurlijk gezien onder Latimer County en Le Flore County.

## Demografie
Bij de volkstelling in 2000 werd het aantal inwoners vastgesteld op 384.
In 2006 is het aantal inwoners door het United States Census Bureau geschat op 398, een stijging van 14 (3.6%).

## Geografie
Volgens het United States Census Bureau beslaat de plaats een oppervlakte van
58,8 km², waarvan 58,5 km² land en 0,3 km² water.

## Plaatsen in de nabije omgeving
De onderstaande figuur toont nabijgelegen plaatsen in een straal van 24 km rond Fanshawe.